# زبان‌های چادی
خانواده زبان‌های چادی یکی از شاخه‌های زبان‌های آفریقایی-آسیایی که در جنوب صحرای افریقا تا غرب و کرانه‌های جنوب و شرق دریاچه چاد به آن صحبت می‌کنند.زبان‌های چادی نزدیک به ۳۰ میلیون نفر گویشور دارد.شمار زبان‌های چادی ، ۱۰۰ ٬ ۱۳۵ ٬ ۱۵۰ و حتی ۱۹۵ عدد براورد می‌شود.شمار زبان‌های چادی ، ۱۰۰ ٬ ۱۳۵ ٬ ۱۵۰ و حتی ۱۹۵ براورد می‌شود.دلیل این امر این است که در طول زمان بعد از مطالعات زبانشناسی ،زبانی به این مجموعه اضافه یا زبانی که عضوی از این خانواده بوده ،گویشی از زبانی دیگر شمرده می‌شود.پر گویشترین زبان این خانواده زبان هوسا با حدود ۲۵ میلیون گویشور است. دیگر زبان‌های این خانواده نیز گویشورانی از زیر ۵۰ نفر تا نیم میلیون نفر دارند.

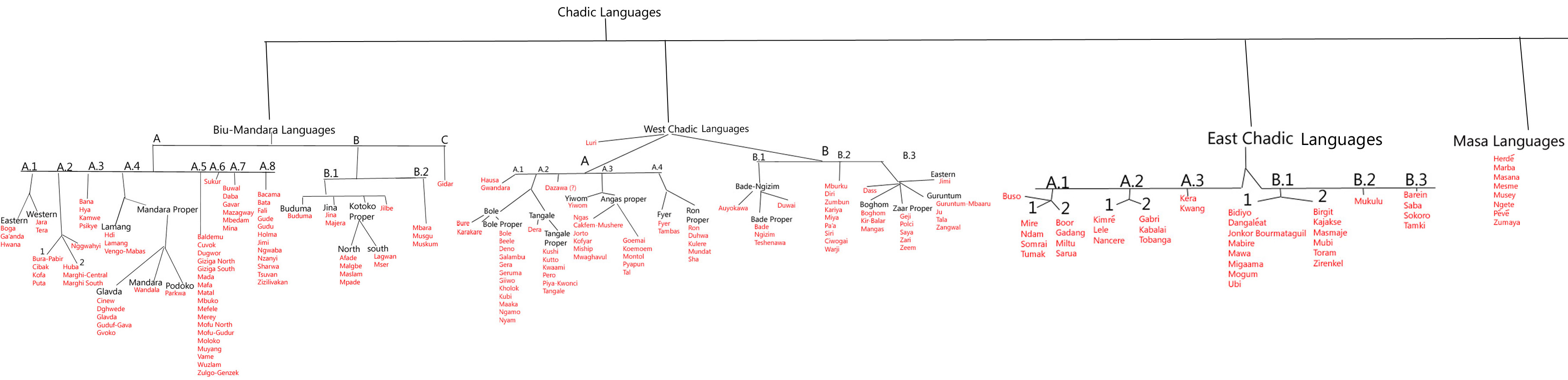